# Norbert Auner
Norbert Auner (*  8. Februar 1952 in Langen/Hessen) ist ein deutscher Chemiker. Er ist pensionierter Professor der Goethe-Universität Frankfurt am Main. Sein Hauptforschungsgebiet ist  die synthetische Chemie organischer und anorganischer Siliziumverbindungen.

## Leben
Norbert Auner studierte von 1970 bis 1974 Chemie an der TU Darmstadt (früher Technische Hochschule Darmstadt). Das Thema seiner Diplomarbeit war "Untersuchungen zur Realisierung einer Silicium-Kohlenstoff-Doppelbindung". 1979 promovierte er dort mit einer Arbeit zu "Darstellung, Stabilität und Reaktivität von Silaethenen – Versuch der Stabilisierung und des Nachweises einer Si=C(p-p)π-Bindung". Von 1981 bis 1987 arbeitete er an der Universität Münster an seiner Habilitation, die er mit einer Schrift zum Thema "Reaktive Si=C-(p-p)π-Systeme als Synthesebausteine für Sila-Heterocyclen" abschloss. Im Jahr darauf wurde er als C3-Professor für Anorganische Chemie an die TU München berufen. Er wechselte 1993 auf eine C4-Professur an die Humboldt-Universität zu Berlin und wurde 1997 als Nachfolger von Hans Bock an das Institut für Anorganische und Analytische Chemie der Johann Wolfgang Goethe-Universität Frankfurt am Main berufen, wo er auch nach seiner Pensionierung im Jahr  2017 noch wissenschaftlich tätig ist.

### Preise
- 23. Oktober 1987 – Wacker-Silicon-Preis
- Mai 2001 – Finalist beim ”Unternehmerpreis Mittelstand, Ideen für die Zukunft: Neue Technologien”

### Mitgliedschaften und Sitze in Gremien und Beiräten, Tätigkeit als Herausgeber
- 1987–2005 – Mitglied des "Technical Advisory Boards" der Firma Dow Corning Corp., Midland, MI, USA
- 1987–2008 – Mitglied des wissenschaftlichen Kuratoriums der Wacker-Chemie GmbH
- 1994–2005 – Herausgeber von Organo-Silicon Chemistry, Band I-VI (Verlag Chemie, VCH, Wiley)
- Kapitelherausgeber des neuen "Brauer" (Thieme Verlag, 1996): Synthetic Methods of Organometallic and Inorganic Chemistry, Volume 2, Chemistry of the Elements of Group 13 and 14.

## Silizium als Energiespeicher
Im Jahre 2000 wurde Norbert Auner einer breiten Öffentlichkeit bekannt, als im STERN und im SPIEGEL über seinen Vorschlag berichtet wurde, elementares Silizium – in einer ähnlichen Weise, wie dies mit Wasserstoff möglich ist – als Energiespeicher zu verwenden. Allerdings war die journalistische Aufarbeitung missverständlich und wurde oft so verstanden, als wäre Sand bzw. dessen Hauptbestandteil SiO2 der Energieträger, was wissenschaftlicher Unfug ist – dies entspräche im Falle von Wasserstoff der Aussage, Wasser, also H2O, wäre der Energieträger. Dabei muss in beiden Fällen erst unter hohem Energieaufwand die chemische Bindung des jeweiligen Oxids aufgebrochen werden, um elementares Si bzw. H2 zu erhalten, die die Energieträger sind und bei Verbrennung unter Energiefreisetzung wieder die Oxide bilden. Die Zeitschriftenartikel führten zu heftigen Kontroversen und konkurrierenden Ansprüchen. Auner entwickelte die grundlegende Idee weiter und präsentierte ein umfassendes Konzept, in dem elementares Silizium oder auch Polysilane, Wasserstoffverbindungen des Siliziums SinH2n+2, als Energieträger beschrieben werden. Zur Realisierung dieses Konzepts arbeitete ab 2005 einige Jahre lang eng mit dem Bad Kreuznacher Solarunternehmen City Solar AG zusammen, wo beispielsweise ein patentiertes Verfahren zur Herstellung von hochreinem Solarsilizium realisiert wurde. Das Unternehmen finanzierte in diesem Kontext am Institut für Anorganische und Analytische Chemie der Goethe-Universität eine auf 10 Jahre angelegte Stiftungsprofessur. Die Kooperation endete mit der Insolvenz der City Solar AG im Jahre 2009.

## Kirchliches Engagement
Norbert Auner war ehrenamtlich in verschiedenen Amtsstufen in der Neuapostolischen Kirche tätig. 2000–2007 leitete er den Bezirk Bad Homburg als Bezirksältester. Am 11. Februar 2007 wurde er zum Bischof ordiniert und war dann bis 2017 als Bischof (Südhessen) tätig.